# Kammer für Außenhandel
Die Kammer für Außenhandel (KfA) war eine Organisation der am Warenexport beteiligten Betriebe (Außenhandelsbetriebe) und Organe der DDR.

## Gründung
Da sich der Abschluss staatlicher Handelsabkommen – insbesondere mit westlichen Staaten – für die DDR als schwierig erwies, wurde aus dem Ministerium für Außenhandel und Innerdeutschen Handel heraus am 14. November 1952 in Ost-Berlin die Kammer für Außenhandel gegründet. Die allgemeine Dienstaufsicht über die KfA oblag zwar dem Ministerium für Außenhandel und Innerdeutschen Handel (bis 1967) bzw. dem Ministerium für Außenhandel, die KfA war jedoch formal eine „gesellschaftliche Organisation“ der Außenhandelsbetriebe, Kombinate, Exportbetriebe und der am Außenhandel beteiligten Organe der DDR.

## Funktion und Entwicklung
Die Hauptaufgabe der KfA bestand zunächst in der Herstellung von Kontakten zu Wirtschaftspartnern im westlichen Ausland und im Abschluss von Handelsabkommen unterhalb der Regierungsebene (sogenannte Kammerabkommen) mit westlichen Staaten. Mit der Errichtung von Handels- und Kammervertretungen im westlichen Ausland, aber auch in den Entwicklungsländern versuchte die DDR der diplomatischen Blockade durch die Hallstein-Doktrin zu begegnen und „solche Arbeitsbedingungen zu erreichen, die denen in diplomatischen Vertretungen möglichst nahe kamen“. Bis Anfang der 1970er Jahre gelang es der DDR über die Kammervertretungen in einer Vielzahl von Staaten stabile (handels-)politische Kontakte herzustellen und eine Grundstruktur zu schaffen, auf der – im Zuge der internationalen Anerkennung der DDR – die DDR ab 1972 rasch Botschaften einrichten und die normale diplomatische Tätigkeit aufnehmen konnte.
Für die Ausgestaltung der Beziehungen zu den sozialistischen Ländern kam der KfA zunächst nur wenig Bedeutung zu. Mit dem Einsetzen der Anerkennungswelle, die die Kammervertretungen in den westlichen und Entwicklungsländern als Ersatz für diplomatische Vertretungen überflüssig machte, wandelte sich die Situation. Die DDR war fortan bestrebt, die Kontakte zu den Handelskammern der RGW-Staaten zu intensivieren und einen Beitrag zur „sozialistischen ökonomischen Integration“ zu leisten.

## Auflösung
Das Präsidium der KfA fasste im Juni 1990 den Beschluss, die Kammer bis Ende August 1990 aufzulösen.

## Struktur
Das höchste Organ der KfA war die Mitgliederversammlung, die das Präsidium, den Präsidenten, die Vizepräsidenten und die Revisionskommission der KfA wählte.
Die KfA unterhielt ein Handelsschiedsgericht zur Beilegung von wirtschaftsrechtlichen Streitigkeiten in der Abwicklung des Außenhandels sowie Bezirksdirektionen in den einzelnen Bezirken der DDR.

## Schiedsgericht
Das Schiedsgericht bei der Kammer für Außenhandel (kurz SG-KfA) bestand von 1954 bis 1990. Präsidenten waren ab 1956 Heinz Such, ab 1959 Osmar Spitzner, ab 1968 wieder Such und ab 1973 Heinz Strohbach. Eine prozessuale Rahmenvorschrift bildete die Verordnung über das schiedsgerichtliche Verfahren (SGVO). Gegenüber Vertragspartnern aus RGW-Staaten handelte es sich um ein gesetzliches Schiedsgericht („Zwangsarbitrage“), und sachlich kam das Einheitsrecht des RGW zur Anwendung (ALB/RGW und ähnliche Vorschriften). Gegenüber westlichen Vertragspartnern bildete es den institutionellen Rahmen für ein  vertragliches („echtes“) Schiedsgericht; materiell fanden (sofern kollisionsrechtlich DDR-Recht berufen war) zunächst HGB und BGB, ab 1976 das Gesetz über internationale Wirtschaftsverträge (GIW) Anwendung. Die Schiedssprüche wurden auch im westlichen Ausland vollstreckt. 1973 kam es zu einem Schiedsverfahren zwischen der Unitechna Außenhandelsgesellschaft mbH und einem US-amerikanischen Unternehmen.
Entscheidungssammlung: Aus der Spruchpraxis des Schiedsgerichts bei der Kammer für Außenhandel der Deutschen Demokratischen Republik (1954–1984, ZDB-ID 1181718-5).
Im März 1990 erfolgte eine Umbenennung in Schiedsgericht Berlin. Mit Auflösung der Kammer für Außenhandel wurde die Vereinigung zur Förderung der Schiedsgerichtsbarkeit e. V. (VFS) zum Träger bestimmt. Nach der Wiedervereinigung konnte das Schiedsgericht Berlin jedoch nicht an die Stelle des Schiedsgerichts bei der Kammer für Außenhandel treten: vertragliche Schiedsvereinbarungen zugunsten des SG-KfA traten nach § 1033 Nr. 1 ZPO a. F. außer Kraft, und auch die gesetzliche Zuständigkeit konnte nicht auf das Schiedsgericht eines privaten Vereins übertragen werden. 1994 wurde die VFS mit der DIS zusammengeführt.

## Publikationen
Die Kammer gab zahlreiche Publikationen heraus, wie DDR-Wirtschaftsumschau, DDR-Export, Handbuch der Außenwirtschaft und Handelspartner DDR.

## Präsidenten der KfA
- Gottfried Lessing (1952–1957)
- Reinhold Fleschhut (1957–1958)
- Fritz Koch (1958–1962)
- Hans Bahr (1962–1968)
- Rudolf Murgott (1968–1980)
- Otto Weitkus (1981–1984)
- Hans-Joachim Lemnitzer (1984–1990)

## Ähnliche Einrichtungen
| Land        | Jahr  | Kammer                                                                                      | Schiedsgericht                                                         | Ort                                    |
| ----------- | ----- | ------------------------------------------------------------------------------------------- | ---------------------------------------------------------------------- | -------------------------------------- |
| DDR         | 1954  | Kammer für Außenhandel (KfA)                                                                | Schiedsgericht                                                         | Berlin, Schadowstraße 1b               |
| Sowjetunion | 1932  | Торгово-промышленная палата (ТПП) СССР Handels- und Industriekammer der UdSSR               | Внешне-торговая арбитражная комиссия Außenhandels-Schiedskommission    | Moskau, ul. Kuibyschewa 6              |
| Polen       | 1949  | Polska Izba Handlu Zagranicznego Polnische Kammer für Außenhandel                           | Kolegium Arbitrów Schiedsrichterkollegium                              | Warschau, ul. Trebacka 4               |
| ČSSR        | 1952  | Československá obchodní komora Tschechoslowakische Handelskammer                            | Rozhodčí soud Schiedsgericht                                           | Prag 7, Argentinska 38                 |
| Ungarn      | 1953? | Magyar Kereskedelmi Kamara Ungarische Handelskammer                                         | Választottbíróság Schiedsgericht                                       | Budapest, Kossuth tér 6–8              |
| Rumänien    | 1953  | Camera de Comerţ a RSR Handelskammer der SRR                                                | Comisia de arbitraj Schiedskommission                                  | Bukarest, Blvd. N. Balcescu 22         |
| Bulgarien   | 1952  | Българска търговска палата Bulgarische Handelskammer                                        | Външнотърговска арбитражна комисия Außenhandels-Schiedskommission      | Sofia, Blvd. A. Stambolijski 11a       |
| Mongolei    | 1960  | Монголын үндэсний танхим Mongolische Nationale Handelskammer                                | Гадаад худалдааны арбитр Außenhandelsarbitrage                         | Ulaanbaatar, Nairamdal-Straße 24       |
| Kuba        | 1976? | Cámara de Comercio de la República de Cuba Handelskammer der Republik Kuba                  | Corte de Arbitraje de Comercio Exterior Schiedsgericht für Außenhandel | Havanna, Vedado, Calle 21 No. 661      |
| Jugoslawien | 1946  | Савезна привредна комора Bundeswirtschaftskammer                                            | Спољнотрговинска арбитража Außenhandelsarbitrage                       | Belgrad, Knez Mihailova 10             |
| Albanien    | 1959  | Dhoma e Tregtisë Handelskammer                                                              | Arbitrazhi i Tregtisë së Jashtme Außenhandelsarbitrage                 | Tirana, 6 Rruga e Kavajës              |
| China       | 1954  | 中国国际贸易促进委员会 – Chinesisches Komitee zur Förderung des internationalen Handels     | 对外贸易仲裁委员会 Außenhandels-Schiedskommission                      | Beijing, Xicheng, 2 Huapichang Hutong  |
| Nordkorea   | 1955  | 북한 국제 무역 진흥 위원회 – Koreanisches Komitee zur Förderung des internationalen Handels | Außenhandels-Schiedskommission                                         | Pjöngjang, Chung-guyŏk, Chungsŏng-dong |